# شهر سفید تل‌آویو
شهر سفید (به عبری: העיר הלבנה‎) منطقه مسکونی است که در تل‌آویو ساخته شد. در ماه ژوئیه سال ۱۹۹۴، سازمان یونسکو، شهر سفید واقع در شهر تل‌آویو را به‌عنوان یک میراث جهانی یونسکو اعلام کرد و آن را به‌عنوان گرایش‌های مهم و برجسته‌ای از معماری مدرن و نیز برنامه‌ریزی شهری در سده بیستم مورد توجه قرار داد.